# Nørre Uttrup
Nørre Uttrup er en bydel i det nordøstlige Nørresundby beliggende i Vendsyssel ved Limfjorden i Aalborg Kommune. Fra Aalborg Centrum er der fire km. via. Limfjordsbroen mod nordøst til Nørre Uttrup.
I Nørre Uttrup er der 5.649 indbyggere (2009). 

## Fodnoter
1. ↑  Defineret som Aalborg Kommunes planzoner: 652, 673, 674, 675, 676, 677, 678, 679, 683, 684
2. ↑  Aalborg Kommune, Statistik om folketal 2009